# Ксамм
Ксамм (фр. Xammes) — коммуна во французском департаменте Мёрт и Мозель региона Лотарингия. Относится к  кантону Тиокур-Реньевиль.	

## География
Ксамм  расположен в 29 км к юго-западу от Меца и в 40 км к северу от Нанси. Соседние коммуны: Дампвиту на севере, Шаре и Рамбекур-сюр-Ма на северо-востоке, Жольни на востоке, Тиокур-Реньевиль на юге, Бене-ан-Воэвр на юго-западе, Сен-Бенуа-ан-Воэвр на западе.

## История
- На территории коммуны находятся следы галло-романского периода.

## Демография
Население коммуны на 2010 год составляло 120 человек.
| 1962 | 1968 | 1975 | 1982 | 1990 | 1999 | 2010 |
| ---- | ---- | ---- | ---- | ---- | ---- | ---- |
| 146  | 131  | 102  | 105  | 122  | 121  | 120  |

## Достопримечательности
- Церковь Сен-Клеман, башня и неф XII века, основание XIII века.